# 頌栄教会
頌栄教会（しょうえいきょうかい）は、東京都世田谷区北沢にある、メソジスト系の日本基督教団所属の教会である。

## 沿革
1876年、カナダ・メソジスト教会の宣教師G・コクランによって、東京市牛込区築土前町に開かれた講義所に始まる。1879年に教職試補平岩愃保が初代牧師として派遣され、1979年に築土前町17番地に会堂を建設する。
1880年8月　平岩愃保牧師、下谷教会に転任。淺川廣湖牧師が静岡教会より赴任し、2代目牧師となる。
1881年12月　淺川廣湖牧師転任。土屋彦六牧師が3代目牧師となる。
1882年4月　土屋彦六牧師、沼津教会に転任。チャールズ・イビー宣教師が4代目牧師となる。
1883年4月　チャールズ・イビー宣教師転任。小林光泰牧師が5代目牧師となる。
1884年4月　小林光泰牧師、離任。土屋彦六牧師が6代目牧師となる。
1885年4月　土屋彦六牧師転任。山中笑牧師が7代目牧師となる。
1887年4月　山中笑牧師転任。外山孝平牧師が兼牧で8代目牧師となる。
1888年4月　外山孝平牧師転任。土屋彦六牧師が9代目牧師となる。
1891年6月　土屋彦六牧師転任。橋本睦之牧師が10代目牧師となる。
1892年　牛込区袋町に会堂を移転する。設計施工は伊藤為吉。
1893年6月　橋本睦之牧師転任。原野彦太郎牧師が11代目牧師となる。
1896年6月　原野彦太郎牧師転任。山家謙次郎牧師が12代目牧師となる。
1898年7月　山家謙次郎牧師転任。小林光牧師(小林光泰牧師の長男)が13代目牧師となる。
1898年6月　小林光牧師転任。波多野伝四郎牧師が14代目牧師となる。
1900年6月　波多野伝四郎牧師転任。山中笑牧師が15代目牧師となる。
1905年6月　山中笑牧師転任。倉長巍牧師が16代目牧師となる。
1907年
- 5月、メソジスト3派が合同し、牛込教会は日本メソジスト教会に所属する。
- 6月　倉長巍牧師転任。

1909年7月に自給教会になる。1934年創立60年の際に新会堂ジョウジ・カクラン記念会堂を献堂する。1941年、日本基督教団の成立により、第2部の事務所がおかれる。1945年5月の空襲で会堂が焼失する。
1931年、長谷川朝吉が世田谷区下代田に日本メソジスト世田谷教会を創立する。日本キリスト教団の創立時に、池の上教会と名称を変更する。1946年、真鍋頼一牧師が池の上教会に赴任すると、会堂を失った牛込教会の会員も参集し、合同礼拝を行うことになった。1948年3月に池の上教会と牛込教会の役員会を合同させ、日本基督教団美以教会とする。しかし、教団の指導で頌栄教会と名称を変更し、今日に至る。